# ماني مونتيه
إيمانويل «ماني» غاوتان نغيمكام موندي هو لاعب كرة قدم كاميروني يلعب لنادي والسول الذي يلعب في دوري الدرجة الثانية في الدوري الإنجليزي.